# HD 3777
HD3777 — хімічно пекулярна зоря спектрального класу A2, що має видиму зоряну величину в
смузі V приблизно  7.4.
Вона  розташована на відстані близько 499.5 світлових років від Сонця.